# دیوید گراهام بیرد
دیوید گراهام بیرد (انگلیسی: David Graham Baird; ۳ دسامبر ۱۸۵۴ – ۸ اکتبر ۱۹۱۳) استاد شطرنج اهل ایالات متحده آمریکا بود.